# VSS Unity
VSS Unity (бортовой номер: N202VG), ранее называвшийся как VSS Voyager — суборбитальный ракетный пилотируемый космоплан серии SpaceShipTwo от американской компании Virgin Galactic.
VSS Unity — второй суборбитальный космоплан серии; первый космоплан (VSS Enterprise) был построен компанией The Spaceship Company.

## История

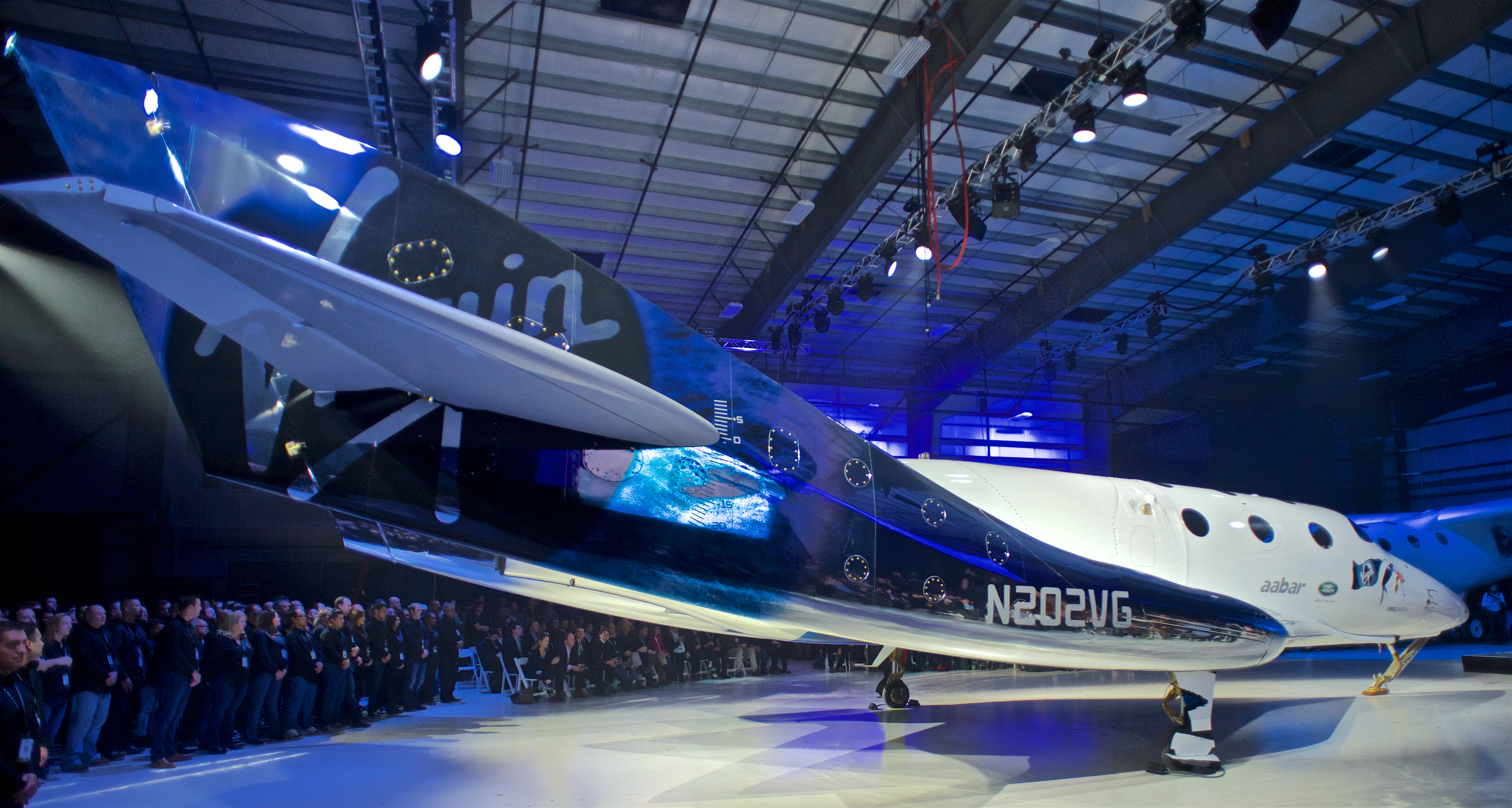
Virgin Galactic SpaceShipTwo «Unity» 19 февраля 2016, в ангаре FAITH, в Мохаве, Калифорния

Космический корабль был представлен 19 февраля 2016 года. До анонсирования он назывался SpaceShipTwo, Serial Number Two (SpaceShipTwo, серийный № 2) (в средствах массовой информации в 2004 году неоднократно сообщалось, что Serial Number Two — это неофициальное название корабля VSS Voyager, однако это было ошибкой).
Название «Unity» предложил британский физик Стивен Хокинг; интересно, что на логотипе на борту корабля изображён глаз Хокинга.
Испытания Unity начались в сентябре 2016 года.
Пройдя серию наземных и воздушных испытаний, далее планируется его пробный запуск в космос

### Программа лётных испытаний
VSS Unity пройдет тестирование так же, как и VSS Enterprise, а затем отправится на дополнительные испытания. Тестовых полётов будет меньше, так как Enterprise уже проверяли во множестве режимов. Возможно, что будет проведено только 2-3 рейса в каждом режиме вместо 5 или 10, которые проводились для Enterprise.
8 сентября 2016 года Virgin Galactic начала проводить испытания VSS Unity в буксируемом режиме на специальном двухфюзеляжном самолёте White Knight Two (WK2), который имеет собственное имя VMS Eve, данное самолёту в честь Евы Брэнсон, матери основателя компании Virgin Galactic — Ричарда Брэнсона. Самолёт и космический корабль поднялись на высоту 15 250 метров, а длительность полёта составила 3 часа 43 минуты. На борту космического корабля VSS Unity находились лётчики-испытатели Марк Стаки (Mark Stucky) и Дэйв Маккей (Dave Mackay), самолёт VMS Eve пилотировали лётчики Майк Мазуччи (Mike Masucci) и Тодд Эриксон (Todd Ericson). Во время полёта бортинженер Вез Персол (Wes Persall) производил все необходимые измерения, связанные с движением потоков воздуха вокруг космического корабля и самолёта, проводя параллельно с этим контроль функционирования систем в условиях низких температур, царящих на большой высоте.
3 декабря 2016 года VSS Unity успешно испытан в первом планирующем полёте. Испытания проходили в Мохаве (штат Калифорния). VSS Unity была поднята в воздух носителем WhiteKnightTwo, в котором в это время находились два пилота и бортинженер. Затем было произведено отделение корабля от носителя, после чего VSS Unity с двумя другими пилотами успешно спланировала 10 минут и затем приземлилась.
5 апреля 2018 года совершил свой первый полёт с включением ракетного двигателя, со стартом с самолёта-носителя. Была достигнута высота более 25 км (около 84 000 футов).
29 мая 2018 года при помощи самолёта-носителя White Knight Two космоплан был поднят на высоту 14 км, после чего на собственном двигателе достиг высоты 34,9 км (114,501 фута).
13 декабря 2018 года с двумя пилотами на борту (Марк Пол «Форджер» Стакки и Фредерик Уилфорд Стеркоу) VSS Unity совершил новый полёт. На высоту 13,1 км он был поднят самолётом-носителем WhiteKnightTwo (VMS Eve), а после отделения от носителя заработал ракетный двигатель самого VSS Unity, и он достиг высоты 82,7 км. Так как по международным стандартам космос начинается с высоты 100 км (линия Кармана), то этот аппарат ещё не достиг космоса. По версии же ВВС США пилоты корабля считаются астронавтами, так как по их стандартам космос начинается на высоте 80,45 км. Таким образом Марк Пол «Форджер» Стакки стал 568-м человеком в космосе.
7 февраля 2019 года ракетный двигатель ракетоплана, благодаря которому он достиг космоса 13 декабря 2018 года, был передан в Национальный музей авиации и космонавтики в Вашингтоне. При весе около 1360 кг, с тягой 320 кН и продолжительности горения около 60 секунд, двигатель создавал тягу, достаточную для ускорения VSS Unity до скорости, превышающую скорость звука в 3 раза.
22 февраля 2019 года в пятом испытательном полёте космоплан VSS Unity вновь достиг космоса (по нормам ВВС США). Космоплан достиг скорости 3,04 Маха и в апогее достиг высоты 89,92 км. Экипаж на этот раз составлял 3 человека: главный пилот Дейв Маккей и второй пилот Майкл «Суч» Масуччи стали 569-м и 570-м человеком в космосе. Главный инструктор Virgin Galactic Бет Мозес вылетела в качестве третьего члена экипажа, она — 571-й человек, полетевшая в космос.
12 декабря 2020 года первый из финальных испытательных полётов ракетоплана так и не состоялся: поднявшись на высоту более 12 км над Нью-Мексико, аппарат, не отсоединяясь от базового корабля, неожиданно повернул назад, вместо того чтобы полететь с помощью собственного двигателя. Компания объяснила, что неполадки возникли в системе зажигания ракетного двигателя.
22 мая 2021 года VSS Unity совершил первый (суб)космический полёт, достигнув апогея на высоте 89 км (55,45 миль) над Землей. Это первый из трёх космических полётов из космодрома Америка. Участвовали два пилота: бывший астронавт НАСА Си Джей Стеркоу и старший лётчик-испытатель Galactic Дейв Маккей.
11 июля 2021 года состоялся успешный полёт миссии Virgin Galactic Unity 22. Среди пассажиров VSS Unity был глава компании «Virgin Galactic» Ричард Брэнсон.

## Коммерческое использование
Первый коммерческий пилотируемый суборбитальный полёт, с тремя гражданами Италии на борту, успешно осуществлён 29 июня 2023 год года.
Второй коммерческий суборбитальный полёт (миссия Galactic 02) успешно осуществлён 10 августа 2023 года. Экипаж: командир Фредерик «Си Джей» Стеркоу, Келли Латимер и Бет Мозес. Пассажиры: 3 человека.